# Gotlands runinskrifter 21
Runinskrift G 21 är en medeltida ( s 1200-t - b 1300-t) gravhäll av gråvit kalksten i Öja kyrka, Öja socken och Gotlands kommun.
Runristad gravhäll i kalksten, 2,20 x 1,06-1,09 x 0,1 1-0,14 m, med kors i stenens mitt och runor längs ramkanten. 11 m öst finns G 22. Bägge hällarna är satta i kyrkogårdsmur.

## Inskriften
Translitterering av runraden:
÷ iakaubs : synir : a burh : litu : g(i)(a)(r)a : stain : yvir : faþur : sen : ok : [b]roþur : sen : hera : [ni]kulas : sum : (o)ra : (k)irkiu : ati : men : guþ : uildi : biþ[i]n : fyri : þ(a)ira : sialum : ok : hehualdi : ... : syni : þair : huilas : hier : undir · o͡le : (l)uþa͡r : gia͡rþi : mik
Normalisering till äldre fornsvenska:
Iakobs syniʀ a Burg/Burge letu gæra stæin yfiʀ faður sinn ok broður sinn, hærra Nikulas, sum vara kirkiu atti, men Guð vildi. Biðin fyriʀ þæiʀa sialum ok Hægvaldi, ... syni. Þæiʀ hvilas hiar undir. Oli luþar gærði mik.
Översättning till nusvenska:
Jakobs söner på Burg lät göra stenen över sin fader och sin broder, herr Nikulas, som ägde vår kyrka, så länge Gud ville. Bedjen för deras själar och för Hägvald .. son. De vilar här under. Ole luþar gjorde mig.
a burh kan avse gården Burge i östra delarna av Öja socken eller snarare, en plats i närheten av Burgsvik vid västra kusten. Ordet burg på gotländska betyder strandklippa, så som klinten eller höglandet, t.ex. Hoburg, Torsburg.